# Petrovice (Jablonné v Podještědí)
Petrovice (původně německy Petersdorf) je podhorská vesnice na severu České republiky, v okrese Liberec, asi 4,5 kilometru severně od města Jablonné v Podještědí, jehož je součástí. Přes Petrovice vedla stará obchodní stezka z Čech do Žitavy. Poblíž obce byla nalezena stará antická mince s obrazem císaře Galliena z roku 258, což svědčí od dávném používání této cesty. Na území vesnice se nachází hraniční přechod Petrovice–Lückendorf.

## Historie
První písemná zmínka o vesnici pochází z roku 1391.
V roce 1620 přes Petrovice utíkal z Čech zimní král Bedřich Falcký do slezské Vratislavi. Na celnici se zastavil dne 19. srpna 1813 Napoleon a prohlédl si tu mapy.[zdroj⁠?!]
V rámci plošné integrace obcí v roce 1980 byly Petrovice připojeny k městečku Jablonné a k 1. lednu 2007 administrativně přesunuty z okresu Česká Lípa do dopravně bližšího okresu Liberec.

## Pamětihodnosti
- Kostel Nejsvětější Trojice – pozdně barokní, z roku 1829, s dřevěnou zvonicí
- Tobiášova borovice